# Каталан-Бэй
Каталан-Бэй (англ. Catalan Bay, буквально «залив каталонцев») — рыбацкая деревня на восточной стороне Гибралтарского полуострова, удалённая от основной части города-государства. Берег деревни омывает небольшой одноименный залив.
Существует несколько версий происхождения поселения и его названия. Наиболее достоверной считается основанная на множестве документов и восходящая ко времени взятия Гибралтара англо-голландскими силами в 1704 году. В атаке принимали участие около 350 каталонцев, после сражения осевших в этом месте.
Позднее основным населением деревни были генуэзские рыбаки, располагавшие значительным представительством в Гибралтаре и имевшие поселения вдоль всего восточного берега полуострова. В XVIII веке каталонские фамилии среди жителей Каталан-Бэй встречались лишь в 12 % случаев, подавляющее большинство жителей носило генуэзские фамилии. С XIX века в деревне было разрешено селиться только семьям рыбаков, официально оформивших патент на рыбную ловлю.
В настоящее время жителями Каталан-Бэй являются потомки генуэзских рыбаков. Здесь располагается второй по величине песчаный пляж Гибралтара, привлекающий как местных жителей, так и туристов.